# Rafael Herrera
Rafael Herrera est un boxeur mexicain né le 7 janvier 1945 à Huascato.

## Carrière
Passé professionnel en 1963, il devient champion d'Amérique du Nord NABF des poids coqs en 1971 puis champion du monde WBA et WBC de la catégorie contre Rubén Olivares le 19 mars 1972. Battu dès le combat suivant par le panaméen Enrique Pinder le 29 juillet 1972, il remporte à nouveau la ceinture WBC le 14 avril 1973 en battant Rodolfo Martinez. Ce dernier prendra sa revanche le 7 décembre 1974 et Herrera mettra un terme à sa carrière en 1986 sur un bilan de 48 victoires, 9 défaites et 4 matchs nuls.